# Apomastus kristenae
Apomastus kristenae là một loài nhện trong họ Cyrtaucheniidae. Loài này phân bố ở Hoa Kỳ.